# 조선어학회 사건
조선어학회 사건(朝鮮語學會事件)은 일제가 1942년에 한글을 연구하는 민간단체인 조선어학회의 회원 및 관련 인물들을 강제로 연행하여 재판에 회부한 사건이다.

## 조선어학회
조선어학회는 일제의 민족문화 말살정책에 맞서 우리말과 글을 연구한 민간 학술단체다. 1908년 8월 31일 주시경 선생을 주축으로 하여 ‘국어연구학회’가 창립된 이래, ‘배달말글몯음’(1911), ‘한글모’(1913), ‘조선어연구회’(1921)라는 명칭변경끝에 1931년 1월 10일 ‘조선어학회’로 이름을 고친후 활동을 이어가고 있었다. 장지영, 이윤재, 최현배 등이 중심이 되어 활동했으며, 1932년에 학회지 ‘한글’ 창간하고 한글맞춤법 통일안 제정(1933), 표준말 사정(1936), 외래어 표기법 통일안 제정(1940)등을 통하여 《한국어 사전》 편찬의 바탕이 되는 작업을 활발히 펼치고 있었다.

## 발단
- 일제는 한국인들을 압박하기 위해 1936년에 〈조선사상범보호관찰령〉을 공포하였다.
- 1943년 제4차 조선교육령 정책으로 조선어교육을 폐지하고, 한국어 (조선어) 사용을 금지, 일본어를 사용하도록 강요하였다[5].
- 1941년에는 〈조선사상범 예방구금령〉을 공포하였다.

일제는 한국인들을 압박하기 위해 1936년에 〈조선사상범보호관찰령〉을 선포하고 일제는 1939년 4월부터 학교의 국어 과목을 전폐하고 각 신문·잡지를 점차 폐간하였다. 1941년에는 〈조선사상범 예방구금령〉을 공포하였다. 1941년 12월 하와이의 진주만을 습격하여 제2차 세계대전에 뛰어든 일제는 내부의 반항을 염려하여, 1942년 10월에 조선어학회에도 총검거의 손을 대었다. 조선어학회는 1942년 4월부터 한국어 사전을 편찬 중이었다.

## 경과
- 1942년 7월 박병엽(메이지대학 졸업생)이 함경남도 홍원읍 전진역에서 친구 지창일을 기다리고 있었다. 홍원경찰서 후카자와 형사가 한복 차림의 박병엽을 수상히 여겨 검문하자, 홍원읍 유지의 자제인 박병엽은 퉁명스럽게 응대했고, 홍원경찰서로 연행되었다. 홍원경찰서에서는 형사들을 파견하여 그의 집을 샅샅이 수색했다. 특별한 증거가 나오지 않았으나, 야스다(安田稔, 본명 안정묵安禎默)라는 조선인 형사가 박병엽의 조카딸 박영옥의 일기장을 유심히 살펴보고 증거로 압수해갔다. 며칠 후 야스다는 일기장에서 “국어(國語, 일본어를 말함)를 상용(常用)하는 자를 처벌하였다”라는 구절을 발견하고 일제의 국어상용정책을 정면으로 거부한 교사를 검거하기 위해 함흥 영생고등여학교 4년생인 박영옥을 비롯해 그의 친구 최순남 이순자 이성희 정인자를 연행하여 취조하였다. 이들이 며칠 간 버티다가 형언하기 어려운 고문에 결국 김학준 정태진 두 교사를 지목하고 말았다. 김학준은 영생고등여학교의 공민 선생으로 재직 중이었고, 정태진은 1941년 5월에 7년간 재직하던 영생고등여학교를 사직하고, 정인승의 권유로 조선어학회로 전직하여, 조선어학회가 추진하던 조선어사전 편찬의 전임위원이 되어 사전편찬에 종사하고 있었다. 이들은 평소 수업시간에 학생들에게 한글 사용을 권장하고 일제의 패망과 조선민족의 부활, 임진왜란 때 계월향의 순절 이야기 등을 들려줘 독립의식을 고취시키기에 힘썼던 것이다.
- 함흥 일출여고(또는 영생여고)의 학생이 한국어로 대화하다가 일본경찰에 발각되어 취조를 받던 중, 1942년 9월 5일 조선어사전 편찬원 정태진(丁泰鎭)이 관련되었다며 정태진을 증인으로 불러가더니, 이를 빌미로 1942년 10월 1일에 와서는 조선어학회를 독립운동단체로 단정한 뒤 관련자들을 일제검거하기 시작하였다.
- 10월 1일에, 1942년 10월 1일에 이윤재(李允宰)·최현배(崔鉉培)·이희승(李熙昇)·정인승(鄭寅承)·김윤경(金允經)·권승욱(權承昱)·장지영(張志暎)·한징(韓澄)·이중화(李重華)·이석린(李錫麟)·이극로(李克魯) 등 11사람이 1차로 일제히 서울에서 구속되어 함경남도 홍원(洪原)으로 압송되었다.
- 10월 18일에는 이우식(李祐植), 김법린(金法麟)이, 20일에는 정열모(鄭烈模)가, 21일에는 이병기(李秉岐), 이만규(李萬珪), 이강래(李康來), 김선기(金善琪) 4사람이, 12월 23일에는 서승효(徐承孝), 안재홍(安在鴻), 이인(李仁), 김양수(金良洙), 장현식(張鉉植), 정인섭(鄭寅燮), 윤병호(尹炳浩), 이은상(李殷相) 등 8사람이 각기 검거되었으며, 1943년 3월 5일에 김도연(金度演), 6일에 서민호(徐珉濠)가 각기 검거되어 모두 홍원경찰서에 유치되었다. 3월 말부터 4월 1일까지 신현모(申鉉謨)와 김종철(金鍾哲)은 불구속으로 심문을 받았다.
- 권덕규(權德奎)와 안호상(安浩相)은 신병(身病)으로 구속을 면하였는데, 1943년 3월 말경까지 29명이 검거되어 대체로 1년간 홍원(洪原)경찰서 내 유치장에서 온갖 야만적 악형과 혹독한 고문을 받았고, 48명이 취조를 받았다.
- 33명 중 16명을 '조선민족정신을 유지한', '치안유지법 위반’이라는 죄명으로 기소, 함흥검사국으로 송치되었다고 한다.
- 이윤재, 한징 미결감 옥중 사망
- 재판 또는 복역 도중 1945년 광복을 맞이하여 8월 17일 부 석방.

피고들에게 불리한 증언을 아니한다고 곽상훈(郭尙勳)·김두백(金枓白)을 유치장에 구금한 일도 있었으나, 이들 증인 중에는 어학회 사업을 운조, 협력한 저명한 문화인들도 많았다. 함흥 검사국에서는 범위 축소 지시에 따름인지 모르나, 어학회 관계자를 다시 조사하여 대부분은 석방하고, 이윤재·한징·최현배·이희승·정태진·이극로·김양수·김도연·이중화·김법린·이인·장현식 13명만 공판에 회부하였다.
1943년 12월 이윤재가, 이듬해 2월에 한징이 각각 심한 고문과 추위와 굶주림에 못 이겨 옥사(獄死)하였다. 그 나머지 11명은 함흥 지방재판소에 각각 징역 2년에서 6년까지 판결을 받았다. 그 중 정태진만은 복역(2년)함이 더 빠르겠다고 하여 복역을 마쳤고, 장현식은 무죄로 석방되었다. 그리고 체형을 받은 이는 공소하였으나 8.15광복을 이틀 앞두고 공소가 기각되었다. 이 사건으로 어학회가 해산되고, 사전 원고는 증거물로 홍원과 함흥으로 옮겨다니다가 여러 부분의 원고가 없어지게 되었다.
그러나 원고는 광복후 1945년 9월 서울역 창고에서 일제가 잃어버린 원고가 발견되어 추후 한글 대사전이 출판되었다.

## 조선어학회 사건 관련자
| 이름   | 출생 | 사망  | 출신 지역 | 형량                   | 건국훈장 훈격 | 서훈 년도 | 비고            |
| ------ | ---- | ----- | --------- | ---------------------- | ------------- | --------- | --------------- |
| 정태진 | 1903 | 1952  | 경기 파주 | 징역2년형              | 독립장        | 1962      |                 |
| 이극로 | 1893 | 1978  | 경남 의령 | 징역6년형              | -             | -         | 재북            |
| 이윤재 | 1888 | 1943  | 경남 김해 | -                      | 독립장        | 1962      | 재판 중 사망    |
| 최현배 | 1894 | 1970  | 경남 울산 | 징역4년형              | 독립장        | 1962      |                 |
| 이희승 | 1896 | 1989  | 경기 개풍 | 징역2년6월형           | 독립장        | 1962      |                 |
| 정인승 | 1897 | 1986  | 전북 장수 | 징역2년형              | 독립장        | 1962      |                 |
| 김윤경 | 1894 | 1969  | 한성      | 기소유예               | 애국장        | 1990      | 1년간 옥고      |
| 권승욱 | 1916 | 1974  | 전북 고창 | 기소유예               | -             | -         |                 |
| 장지영 | 1889 | 1976  | 한성      | 공소소멸               | 애국장        | 1990      | 1년 여 옥고     |
| 한징   | 1886 | 1944  | 한성      | -                      | 독립장        | 1962      | 재판 중 사망    |
| 이중화 | 1881 | 1950? | 한성      | 징역2년형 집행유예4년  | 애족장        | 2013      | 2년간 옥고      |
| 이석린 | 1914 | 1999  | 경성      | 기소유예               | 애족장        | 1990      | 1년 여 옥고     |
| 이강래 | 1891 | 1967  | 한성      | 기소유예               | 애족장        | 1990      | 1년간 옥고      |
| 김선기 | 1907 | 1992  | 한성      | 기소유예               | 애족장        | 1990      | 1년간 옥고      |
| 이병기 | 1891 | 1968  | 전북 익산 | 기소유예               | 애국장        | 1990      | 1년간 옥고      |
| 이만규 | 1882 | 1978  | 강원 원주 | 기소유예               | -             | -         | 1년간 옥고,재북 |
| 정열모 | 1895 | 1967  | 충북 회인 | 공소소멸               | -             | -         | 1년간 옥고,재북 |
| 김법린 | 1899 | 1964  | 경남 동래 | 징역2년형 집행유예4년  | 독립장        | 1995      | 2년간 옥고      |
| 이우식 | 1891 | 1966  | 경남 의령 | 징역2년 집행유예4년    | 독립장        | 1977      | 2년간 옥고      |
| 윤병호 | 1889 | 1974  | 경남 남해 | 기소유예               | 애족장        | 1990      | 1년간 옥고      |
| 서승효 | 1882 | 1964  | 충남 청양 | 기소유예               | -             | -         |                 |
| 김양수 | 1896 | 1969  | 한성      | 징역2년형 집행유예4년  | 애국장        | 1990      | 2년간 옥고      |
| 장현식 | 1896 | 1950  | 전북 김제 | 무죄                   | 애국장        | 1990      | 4년간 옥고,납북 |
| 이인   | 1896 | 1979  | 한성      | 징역2년형 집행유예 4년 | 독립장        | 1963      | 2년간 옥고      |
| 이은상 | 1903 | 1982  | 경남 마산 | 기소유예               | 애국장        | 1990      | 1년간 옥고      |
| 정인섭 | 1905 | 1983  | 경기 김포 | 징역1년형              | 애족장        | 1990      |                 |
| 안재홍 | 1891 | 1965  | 경기 평택 | 불기소                 | 대통령장      | 1989      | 2년간 옥고      |
| 김도연 | 1894 | 1967  | 한성      | 징역2년형 집행유예4년  | 애국장        | 1991      | 2년간 옥고      |
| 서민호 | 1903 | 1974  | 전남 고흥 | -                      | 애족장        | 2001      | 1년간 옥고      |
| 신현모 | 1894 | 1975  | 황해 연백 | 기소유예               | 애족장        | 1990      |                 |
| 김종철 | 1890 | 1957  | 전남 순천 | 기소유예               | -             | -         | 재외            |
| 권덕규 | 1890 | 1950  | 경기 김포 | 기소중지               | -             | -         | 병면(病免)      |
| 안호상 | 1902 | 1999  | 경남 의령 | 기소중지               | -             | -         | 병면(病免)      |

## 같이 보기
- 한국어
- 한글
- 일제강점기
- 국립국어연구원
- 한글학회
- 말모이

## 참고 문헌 및 링크
- 한글학회 - 조선어 학회 수난을 당한 분들
- 《한국사》 1권 - 총설, 국사편찬위원회, 2002
- 뉴스비젼 - 이희승, 그와 한글의 발자취, 2002[깨진 링크(과거 내용 찾기)]